# Анастасій Зосима
Анастасій Зосима (грец. Αναστάσιος Ζωσιμάς; Яніна, XVIII ст. — 1819) — грецький купець і національний благодійник.

## Життєпис
Його батьків звали Панайотіс і Маргарита, з роду Цукала з Яніни. Його старшим братом був Іоанніс (Іоанн), а молодшими — Ніколаос (Миколай), Феодосій і близнюки Зой і Михайло. Він народився в Яніні, але походив із села Граммено, як і всі інші Зосими.
Він емігрував до Ніжина, Гетьманщина, слідом за своїм братом Ніколаосом, який взяв із собою Зоїса. Там він почав торгувати з великою майстерністю, обмінюючи продукти, що походять з Китаю, і продаючи їх аж до Італії. Він жив тверезим життям, абсолютно без зловживань і марнотратства. Після смерті брата Іоанна він побудував церкву в Ніжині та оселився в Москві, комерційному центрі Росії. У Москві він жив в одному з флігелів Іберського фонду, маючи за сусіда свого земляка Зоїса Капланіса. Там він так успішно займався торгівлею, що багатство братів Зосимів перетворилося на купу і вимірювалося лише мільйонами. Але в міру того як їхні багатства зростали, Зосімади все більше відчували, що це не велике досягнення — накопичити багатство, а лише використати його з користю, і справді, на благо людства. Він витратив на публікацію всіх творів Євгенія Вульгаріса, крім логіки, яка вже була опублікована. Він також надрукував тисячі примірників «Недільного уривка» та розповсюджував його безкоштовно. Він пожертвував щедру суму як безповоротну позику Греції, щоб сироти загиблих бійців 1821 року могли бути підняті з відсотків.
На місці старої дерев’яної церкви на Грецькому кладовищі в Ніжині Анастасій Зосима озпочав будівництво кам’яного храму «во имя св. Иоанна Предтечи и св. равноапостольных Константина и Елены с таковою же при нем колокольнею, с благословения архипастыря Черниговского и Нежинского... для Нежинского Греческого общества». Але 14 січня 1819 року після тривалої хвороби Анастасій помер і був з почестями похований в склепі біля вівтарної стіни недобудованого храму.

## Реферали
1. ↑  βλ. Γούδας, Βίοι Παράλληλοι: Συνήθως ο πατέρας τους μνημονεύεται ως Παύλος, επειδή έτσι αναφέρεται λανθασμένα στη Ρωσική διαθήκη.
2. ↑  Брати Зосими - Мої статті - Каталог статей - Персональный сайт. nyzhinhistory.ucoz.com. Процитовано 8 грудня 2023.